# 5-Hydroxyméthylcytosine
La 5-hydroxyméthylcytosine est une base nucléique pyrimidique modifiée dérivée de la cytosine par méthylation puis hydroxylation. Elle joue un rôle important en épigénétique car l'hydroxylation d'un résidu de cytosine pourrait jouer le rôle d'interrupteur permettant d'activer et désactiver l'expression d'un gène. Elle a été observée pour la première fois chez des bactériophages en 1952,, puis a été observée en abondance dans le cerveau chez les humains et les souris ainsi que dans les cellules souches embryonnaires. Chez les mammifères, elle peut être produite par oxydation de la 5-méthylcytosine.
Toutes les cellules de mammifères semblent contenir de la 5-hydroxyméthylcytosine mais à des taux très variables selon le type de cellules. Les concentrations les plus élevées ont été observées dans les neurones du système nerveux central,,. On a pu montrer que la concentration en 5-hydroxyméthylcytosine croît avec l'âge, comme cela a été mis en évidence dans l'hippocampe et le cervelet chez des souris,.
La fonction biologique de cette base nucléique n'est toujours pas entièrement élucidée. On pense qu'elle pourrait réguler l'expression génétique ou déclencher la méthylation de l'ADN. Cette hypothèse est soutenue par l'observation que de l'ADN modifié artificiellement pour contenir de la 5-hydroxyméthylcytosine peut être converti en ADN normal, dépourvu de cette base modifiée, lorsqu'il est introduit dans des cellules de mammifères. De plus, le taux de 5-hydroxyméthylcytosine est plus élevé dans les cellules germinales, dans lesquelles il semble jouer un rôle dans la déméthylation de l'ADN. Enfin, de la 5-formylcytosine, un produit d'oxydation de la 5-hydroxyméthylcytosine et intermédiaire possible d'une voie de déméthylation oxydative, a été détecté dans l'ADN de cellules souches embryonnaires, bien qu'elle n'ait pas été détectée en quantité notable chez les souris. La 5-hydroxyméthylcytosine pourrait jouer un rôle particulièrement important dans le système nerveux central, où elle est remarquablement abondante. Une baisse du taux de cette molécule a été associée avec un défaut de renouvellement des cellules souches embryonnaires. Elle est également associée aux nucléosomes labiles et instables qui sont fréquemment repositionnés au cours de la différenciation cellulaire.